# Ivan Palić
Ivan Palić (Csonoplya, 1842–1885) vajdasági horvát pap és irodalmár.

## Életrajza
Iskoláit Pécsett, Baján és Kalocsán végezte el. Az iskolarendszerrel foglalkozott.
Lelki tevékenységét Vaskúton, Bácsmonostoron, Zomborban és Újvidéken végezte.
Az ő munkái miatt alakult ki a horvát ellenállás a magyarokkal szemben.
1885-ben halt meg.